# Sergio Tormen
Sergio Daniel Tormen Méndez (27 de abril de 1949 – detenido desaparecido, 20 de julio de 1974) fue un ciclista chileno, detenido por agentes de la DINA el 20 de julio de 1974. Con 25 años a la fecha de la detención, es uno de los detenidos desaparecidos de la dictadura militar en Chile. 

## Desaparición
Sergio Daniel Tormen Méndez, soltero, campeón nacional de ciclismo, fue detenido el 20 de julio de 1974, por agentes de la DINA que se movilizaban en una camioneta Chevrolet de color amarillo. Uno de los aprehensores fue identificado como el agente Osvaldo Romo Mena. El arresto ocurrió en el taller de bicicletas de los hermanos Tormen, ubicado en calle San Dionisio, hasta donde llegaron los agentes, por primera vez, procediendo a detener a Luis Guajardo Zamorano, ciclista internacional y dirigente del MIR, a quien introdujeron en una camioneta y trasladado con la vista vendada al recinto de reclusión de la DINA, de Londres 38. 
Horas más tarde, los agentes regresaron al taller y preguntaron por un bolso que Luis Guajardo habría dejado en ese lugar, tras lo cual arrestaron a Sergio y a su hermano Peter Tormen de 14 años de edad. Los trasladaron a Londres 38 donde se encontraba Luis Julio Guajardo. Posteriormente, los mismos agentes se presentaron en el domicilio colindante al taller y arrestaron a Juan Andrés Moraga Gutiérrez, entrenador de la Selección Nacional de Ciclismo. Peter Tormen Méndez y Juan Moraga, tras permanecer dos días en el recinto de Londres 38, fueron sacados con la vista vendada y dejados en libertad. Sergio Tormen Méndez, al igual que Luis Guajardo, permanecieron en el recinto de la DINA de Londres 38. Testimonios de expresos políticos como Erika Hennings, Patricia Barceló, y Scarlett Mathieu, recuerdan que en Londres 38 vieron detenidos a los ciclistas Sergio Tormen y Luis Guajardo.

## Búsqueda de justicia en dictadura
La madre de Sergio, Lucía Méndez de Tormen, presentó el 25 de julio de 1974 un recurso de amparo en su favor, ante la Corte de Apelaciones de Santiago, rol 795-74, el que fue rechazado el 4 de octubre. El 8 de agosto de 1974, Lucía Méndez de Tormen, denunció la desaparición de su hijo ante el 8º Juzgado del Crimen de Santiago, iniciándose el proceso rol 35294. Luego la causa fue investigada junto a otros casos por el ministro Servando Jordan ante el ministro en visita, compareció el General Manuel Contreras, quien expuso que Londres 38 era sólo una casa grande en donde dormía la gente de la DINA, pero que no era un lugar de detención. El 12 de junio de 1980, el Sr. Ministro resolvió que la causa 20.058, ya acumulada al proceso 83.413-3 que investigó el desaparecimiento de Luis Guajardo, fuera remitida a la Segunda Fiscalía Militar para ser acumulada a la causa 553-78. El 20 de noviembre de 1989, el teniente coronel de Ejército Enrique Ibarra Chamorro, fiscal general Militar, solicitó para esta causa la aplicación del Decreto Ley de Amnistía (D.L. 2.191). El 30 de noviembre de 1989, la solicitud fue acogida por el 2.° Juzgado Militar, el que sobreseyó total y definitivamente la causa.

## Informe Rettig
Familiares de Sergio Tormen presentaron su caso ante la Comisión Rettig, Comisión de Verdad que tuvo la misión de calificar casos de detenidos desaparecidos y ejecutados durante la dictadura. Sobre el caso de Sergio Tormen, el Informe Rettig señaló que:

“El 20 de julio de 1974 agentes de la DINA detuvieron al dirigente del MIR Luis Julio GUAJARDO ZAMORANO, quien se encontraba en un taller de bicicletas en las cercanías del Club Hípico de Santiago. Más tarde los mismos agentes volvieron al lugar para detener al dueño del taller, Sergio Daniel TORMEN MENDEZ y a dos personas más que luego fueron liberadas, entre ellas el hermano de Sergio Tormen, Peter.

El 27 de julio de 1974 fue detenido en su domicilio José Manuel RAMIREZ ROSALES, quien había reemplazado en su cargo dentro del MIR a Luis Julio Guajardo desde la detención de éste.
Los tres detenidos desaparecen en poder de la DINA habiendo testimonios de su permanencia en el recinto de Londres N° 38.

La Comisión está convencida de que estas tres personas desaparecieron por acción de agentes del Estado, en violación de sus derechos humanos”.

## Proceso judicial en democracia
El caso de Sergio Krumm y Luis Guajardo fue investigado por el ministro Joaquín Billard. El 21 de marzo de 2006, el magistrado dictó sentencia de primera instancia en la que condenó a 3 exagentes de la Dirección de Inteligencia Nacional (DINA) por su responsabilidad en el delito de secuestro calificado Sergio Krumm y Luis Guajardo. 
El magistrado condenó a los exagentes de la DINA: Manuel Contreras Sepúlveda, Marcelo Moren Brito, la pena de 10 años de prisión y Osvaldo Romo Mena, a la pena de 5 años de prisión por su participación en calidad de autores de los delitos de secuestro calificado cometidos en la persona de Sergio Krumm Méndez y Luis Guajardo Zamorano, perpetrados en Santiago el  20 de julio de 1974.
Luego de la investigación, el magistrado en la sentencia, dio por acreditados los siguientes hechos:

Que el día 20 de julio del año 1974, Luis Julio Guajardo Zamorano, ingresó al Taller de Reparación de Bicicletas de la familia Tormen, ubicado en calle San Dionisio N° 2554 de la comuna de Santiago y luego de saludar a los dependientes -los hermanos Sergio y Peter, ambos de apellidos Tormen Méndez- le dejó un maletín al mayor de los hermanos (Sergio) y acto seguido les dijo que lo esperaran, pues iba a saludar a una niña que había visto en la calle;

Apenas Guajardo traspaso la puerta, fue detenido por personas de civil que se movilizaban en dos camionetas Chevrolet C-10 doble cabina, sin placa patente, los que lo subieron a la fuerza a uno de los vehículos y se lo llevaron en dirección a un centro de detención clandestino de la D.I.N.A., ubicado en calle Londres N° 38, situación que fue observada por los hermanos Tormen, más aún, uno de los aprehensores les preguntó si conocían a Guajardo a lo que Sergio Tormen contestó que era solo un cliente.

Luego de aproximadamente media hora, llegó otra camioneta C-10 doble cabina hasta el taller de la familia Tormen y sin mediar orden judicial alguna, se llevaron a Sergio Daniel y a Peter Robin, ambos de apellidos Tormen Méndez hasta el mismo centro de detención de calle Londres N° 38, lugar desde donde se pierde todo rastro de Luis Julio Guajardo Zamorano y de Sergio Daniel Tormen Méndez”.

El 6 de junio de 2007 la Corte de Apelaciones de Santiago ratificó la sentencia de primera instancia dictada por el ministro Joaquín Billard. En fallo unánime la Cuarta Sala del tribunal de alzada ratificó las penas dictadas en contra de los exagentes de la Dirección de Inteligencia Nacional (DINA): Manuel Contreras Sepúlveda, Marcelo Moren Brito, la pena de 10 años de prisión y Osvaldo Romo Mena, a la pena de 5 años de prisión.
La Corte Suprema, el 20 de enero de 2009, ratificó la sentencia dictada por el magistrado Joaquín Billard, la Sala Penal del máximo tribunal rechazó los recursos de casación presentados en contra de la sentencia de la Corte de Apelaciones de Santiago, la que condenó a 10 años de presidio a Manuel Contreras Sepúlveda y Marcelo Moren Brito. Los ministros Hugo Dolmestch, Carlos Künsemüller y el abogado integrante Domingo Hernández, estuvieron por rechazar los recursos de casación; en tanto, los magistrados Nibaldo Segura y Rubén Ballesteros fueron del parecer de acoger el mencionado recurso y dictar sentencia absolutoria, acogiendo la figura de la prescripción.

## Reconocimientos
El velódromo del Estadio Nacional fue rebautizado el 30 de abril de 2023 con el nombre de "Velódromo Sergio Tormen Méndez". La actividad contó con la presencia del ministro de las Culturas, las Artes y el Patrimonio, Jaime de Aguirre; del ministro del Deporte, Jaime Pizarro; del presidente de la Corporación Estadio Nacional Memoria Nacional, Marcelo Acevedo; de familiares de Sergio Tormen y de otras autoridades.